# 杨有生
杨有生（1926年11月—2004年2月1日），汉族，山西省兴县人，中华人民共和国政治人物。

## 生平
1940年参加抗日战争，跟随中国人民解放军进入四川。1946年3月，加入中国共产党。1952年，奉调到云南，担任中共瑞丽县委书记。1954年4月至1965年10月，出任政协瑞丽县委员会第一、二、三、四届主席。1964年，选派支援老挝抗美活动。1968年，完成任务后回国。1971年11月至1973年10月20日，担任德宏州工委副书记兼州工委秘书长，后任德宏州革委会副主任；1976年10月至1983年7月，担任中共德宏州委副书记，后改任德宏州政协主席等职。2004年2月1日，因病在云南昆明逝世。